# Histoire militaire de Laval
Cet article concerne la ville française. Pour la ville canadienne, voir Laval (Québec), § Histoire.
 (août 2023).
L'histoire militaire de Laval couvre une période allant du Moyen Âge à la fin du XXe siècle.

## Fondation du château
Laval naît au XIe siècle avec la fondation du château. L'enceinte de ce dernier, en terre, englobe une vaste superficie s'étalant jusqu'à la cathédrale. Elle laisse toutefois de côté l'actuelle place Saint-Tugal, autour de laquelle naît le village du Bourg-Chevreau.

## Entre Angleterre et France
À peine investi de la baronnie de Laval en 1185, Guy V de Laval voit accourir à Laval, pour y chercher refuge, les vassaux du seigneur de Vitré, pourchassés par Mercadier et les hordes brabançonnes que Richard-Cœur-de-Lion avait lancées sur la Bretagne, après avoir enfermé la duchesse Constance de Bretagne.
Guy V sera aussi en conflit avec son vassal Hamelin L'Enfant.
L'enceinte primitive est délaissée au XIIe siècle, lorsque le château est reconstruit en pierre sur une surface plus restreinte.
La petite ville de Laval se retrouve donc sans protection, et une nouvelle enceinte est construite au XIIIe siècle.

## Saint-Louis
C'est au mois de juin 1231 que saint Louis passa à Laval. Ni Couanier de Launay, ni L'Art de vérifier les dates ne connaissant le motif qui porta saint Louis à vouloir mettre garnison à Laval en 1238. Depuis un an, la paix était faite avec Pierre Ier de Bretagne, duc de Bretagne, et les préoccupations du roi se tournaient ailleurs. Il paraît cependant certain que  Jean de Choisy et de Toucy, époux d'Emma de Laval est obligé à promettre de garder lui-même la place et à donner en gage de sa parole son château de Saint-Fargeau et ses terres de Bourgogne.
Il y a aussi des indications d'autres passages possibles de Saint-Louis dans la région en 1241.

## La guerre de Cent Ans

Les remparts et la ville close de Laval au XVe siècle

En 1407, pendant la guerre de Cent Ans, Guy XII de Laval fait restaurer une partie des tours et des murs. Il commande aussi la construction d'un chemin de ronde sur mâchicoulis et de barbacanes devant les portes.
Ces améliorations n'empêchent toutefois pas la prise de la ville par les Anglais en 1428. Ceux-ci avaient attaqué Laval par le sud, en prenant la porte Belot-Oisel, qui est condamnée vers 1430, après la libération de la ville par les Français.
John Talbot, comte de Shrewsbury et de Waterford avait pris Laval par escalade le 9 mars 1428. Des lettres de Jean de Lancastre, comte anglais de l'Anjou et du Maine, venaient, le 1er mars 1428, de concéder les baronnie, terre, seigneurie, justice, cens, rentes et autres possessions de Laval-Guyon à Talbot.
Le château se rendit par composition six jours après, et André de Lohéac se trouva au nombre des prisonniers.
Laval est repris définitivement pour le compte du royaume de France sous la conduite de Jean Fouquet (une plaque commémore cet évènement au carrefour entre la rue du Val de Mayenne, le Grande Rue et le Quai Jean Fouquet).
Le 25 septembre 1429, « par un exploit dont Laval devrait toujours se souvenir », dit l'abbé Angot, avec Raoul du Bouchet, Jean de Champchevrier, Jean de Villiers et une poignée de soldats guidés par le meunier des Trois-Moulins, Jean Fouquet, Bertrand de La Ferrière contribua à la reprise de Laval aux Anglais.
Olivier de Feschal, gouverneur de la ville, est témoin, au milieu de la ville du combat qui eut lieu en 1444, entre Finot, seigneur de Bretignolles et Arthus de Cliffeton, chevalier anglais, qui fut vaincu et perdit la vie dans ce combat.

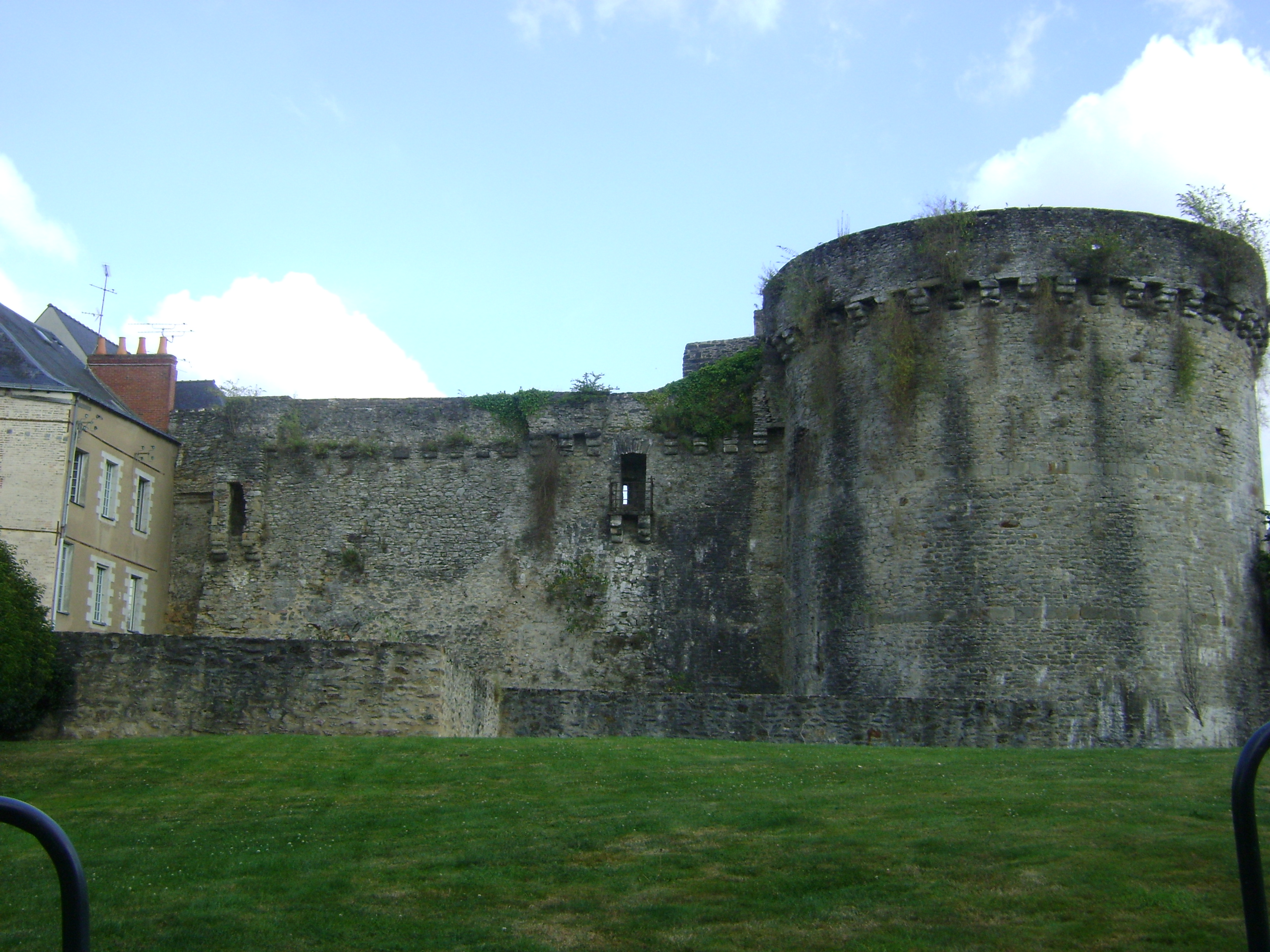
Tour Rennaise

André de Lohéac est à l'origine de la reconstruction de la tour Rennaise à Laval en 1458. Sa construction est liée à la guerre de Bretagne. Le but étant d'édifier un second donjon, tourné vers la Bretagne. La structure est adaptée aux usages de l'artillerie de l'époque. On tient, dit Jacques Le Blanc de La Vignolle, que le maréchal de Lohéac, sous Charles VII, fit bâtir la grosse tour où est à présent notre arsenal, et les tours de la porte Renaise, et son dessein étoit de faire bâtir dessus un donjon..
Une compagnie militaire est créée : les Francs-Archers de Laval vers 1467.

## Louis XI
La paix faite avec les Anglais, la guerre ne tarda pas à se renouveler entre Louis XI et François II de Bretagne, duc de Bretagne : En profitant d'une trêve jusqu'au 10 juin, Charles le Téméraire proposait secrètement à François II de Bretagne d'attaquer le royaume de France. En effet, sous prétexte d'un empoisonnement, le duc de Bretagne avait fait prisonnier le confesseur et l'écuyer de cuisine du duc de Guyenne.

« Ce fut en l'an soixante et quatre Mil quatre cent sans rien debatre, Ancenis, l'an soixante et huyt Ou falloit avoir sau conduyt. Et la Guerche pour abréger Ou le roy Loys fut loger. Passa par Laval, dire l'ouse, Et fut en l'an soixante et douze.. ».
Avec son armée puissante, Louis XI en conflit avec Jean II de Valois, passa par Laval; mais il ne s'y arrêta pas et il ne lui fut pas fait de réception solennelle. Le roi, en quittant Laval, se réfugia par l'Abbaye de la Roë au mois de septembre 1472 pendant que son armée était devant la Guerche. Il occupa Ancenis le 7 juillet, puis le 21 juillet Pouancé à la frontière. Ensuite, le roi retourna aux Ponts-de-Cé pour contrôler le passage de la Loire. Enfin, le 15 octobre, une trêve pour un an fut conclue.

## Guerre franco-bretonne
Charles VIII est au château de Laval dès mai 1487. Il vient s'établir sous la conduite d'Anne de Beaujeu, qui surveilla et dirigea de cette ville les opérations de la guerre entreprise contre le duc de Bretagne. La cour de France y fit un premier séjour de cinq semaines,.
Le roi et la régente s'étaient dirigés ensuite sur Ancenis. Les troupes qui venaient rejoindre l'armée royale étaient des soldats peu disciplinés, et s'établirent dans le faubourg du Pont-de-Mayenne,, et du droit du plus fort se firent héberger par les habitants.
Guy XV de Laval ne les rejoint à Laval qu'en août, accompagné de son frère Pierre et de plusieurs autres chevaliers. Guy XV de Laval a pris rapidement conscience de l'ascension victorieuse de la France contre la Bretagne, et a fourni de façon assez discrète du support au roi de France, tout en ne se coupant pas de ses liens bretons. Ainsi, il ouvre, selon Bertrand d'Argentré, sans combat, le 1er septembre 1487, les portes de son château de Vitré et de la ville, aux troupes royales. 
« Le bon Boy pour son plaisir faire Voulut à Laval se retraire, Pour qu'il disoit estre plaisant Le chasteau et motte devant. ».
Quelques jours après, le jeune roi désira revenir au château de Laval. Pendant le nouveau séjour que Charles VIII fit, des
ambassadeurs de divers pays vinrent l'y trouver et lui apporter des présents,. La campagne étant terminée, Anne de Beaujeu ramena le jeune roi à Paris, en passant par la Normandie.
En 1488, la Cour s'arrêta à Tours, pendant que Louis II de La Trémoille nommé lieutenant général entrait en Bretagne à la tête de l'armée royale. L'armée bretonne commandée par le maréchal de Rieux et les troupes alliées sont battues à la bataille de Saint-Aubin-du-Cormier le 28 juillet 1488, ce qui met fin à la guerre.

## Comté de Laval
Au XVIe siècle, les techniques militaires changent avec la généralisation des canons à poudre, et les remparts médiévaux sont souvent améliorés par des bastions. Néanmoins, après l'union de la Bretagne à la France, Laval n'est plus située sur aucune frontière et le risque de combats y est très faible. Les remparts ne sont donc pas remaniés. Par ailleurs, des passages et des petites portes sont peu à peu percés dans les murs.
Les Lices sont construites par Guy XVI de Laval. Ce lieu situé hors des murs de la ville accueillait des tournois. La rue voisine a conservé le nom de Rue des Lices.

## Brouille
Guy XVII de Laval et Anne de Montmorency se brouillèrent à propos d'une question d'intérêt. Jean de Laval-Châteaubriant, baron de Châteaubriant et gouverneur de Bretagne, n'avait pas été scrupuleux sur l'emploi des sommes considérables, qui lui avaient été allouées pour l'entreprise de grands travaux publics dans sa province. Il semble que pour cacher la faute, Jean de Laval décide de faire comme héritier Anne. Cet arrangement sauvait Jean de Laval, mais se faisait aux dépens de son héritier naturel, le comte Guy XVII fortement mécontent. Montmorency se vengea en envoyant hiverner à Laval la compagnie des gens d'armes du duc de Longueville, à la charge des vasseaux du compte. Il avait mis le roi de son parti, en colorant cet acte d'un prétexte. Guy XVII porte plainte à François Ier pour envoyer cette troupe avoir garnison ailleurs. Il est reçu froidement. Le roi fait finalement ôter la garnison de Laval. Montmorency, sans doute, se prête à ce changement; de craindre que les vrais motifs soient dévoilés. Anne de Montmorency hérite de la baronnie de Châteaubriant.

## XVIIIesiècle
Les destructions massives des Remparts de Laval commencent au XVIIIe siècle, d'abord avec le comblement de plusieurs douves sous le maire Ambroise-Jean Hardy de Lévaré, puis avec la démolition de la porte de la Chiffolière et le désarmement du Pont Vieux, sur lequel se trouvait une porte, en 1779. La destruction de la porte Rennaise est décidée en 1783. Ensuite, les démolitions se poursuivent sporadiquement au XIXe siècle, par exemple avec le percement de la rue des Éperons en 1843, qui entraîne la destruction de la porte Belot-Oisel.

## Révolution française
Avant la Révolution française, les troupes de passage à Laval logent chez des particuliers. Pendant la période de la Révolution française, les garnisons sont casernées dans les communautés religieuses. Ainsi, le Conseil de la ville de Laval décida le 22 octobre 1792 qu'une demande serait adressée au Ministre, tendant à obtenir l'autorisation à faire une caserne dans le couvent des Cordeliers, et qu'on enverrait au Ministre de la guerre un plan de distribution proposé par le citoyen Bourgeois pour approprier le local à ce nouvel usage.
Le 4 mars 1793 on prévint les citoyens de se trouver le mercredi suivant dans l'église des Cordeliers pour y entendre la lecture de l'adresse aux Français et de la loi sur le recrutement.

### 1793
Lors de la Virée de Galerne, les Vendéens marchent sur Laval, repoussant aisément les garnisons locales et les gardes nationaux hâtivement rassemblés par les autorités. La ville est prise le 22 octobre.
6 000 Bretons et Mainiots rejoignent l'armée catholique et royale. L'armée de l'Ouest se lance à la poursuite des rebelles, seule la division du général Haxo reste en Vendée pour combattre les forces de Charette. Le 25 octobre, sans attendre les renforts, l'avant-garde commandée par Westermann attaque Laval, elle est mise en déroute (Bataille de Croix-Bataille). Le lendemain, le gros de l'armée républicaine, fort de 20 000 soldats passe à l'attaque, mais l'incompétence du général en chef Léchelle provoque un nouveau désastre face aux 25 000 hommes de La Rochejacquelein, les républicains s'enfuient en direction d'Angers, ils perdent 4 000 hommes, tués ou blessés, et 19 canons, les Vendéens ont 400 morts et 1 200 blessés (Bataille d'Entrammes).
L'armée Vendéenne quitte Laval le 2 novembre ; elle y a passé 9 jours. Laval revoit encore les Vendéens au retour du Siège de Granville (25 novembre); elle recueille aussi pendant une nuit les débris de l'armée catholique après la bataille du Mans.

### Pas d'organisation
Il n'y a pas d'organisation militaire. Ce manque sera comblé par l'installation des casernes : Laval va en abriter deux.

## Caserne Corbineau
Au mois d'octobre 1800, le ministre de la guerre accorda aux catholiques la jouissance provisoire de l'église des Cordeliers, qui servait alors de magasin, comme dépendance de la caserne établie dans les bâtiments du couvent.
Le 10 juillet 1812 le Conseil céda au département l'ancien couvent des Cordeliers pour l'établissement d'un dépôt de mendicité pour le département, à condition que la ville ne donnerait que les bâtiments cours et jardins servant à la caserne, se réservant l'église et ses dépendances, et à condition que l'on obtiendrait la construction d'une caserne pour le logement de 600 hommes aux frais du gouvernement.
La première caserne prend le nom de Claude Corbineau. Elle se trouve Rue de Bretagne. Elle est construite à partir de l'ancien couvent des Cordeliers, vendu à la ville. Elle est aménagée en 1812, la ville de Laval participe à son aménagement et à son agrandissement. En 1842, le 28e régiment d'infanterie quitte Laval, et laisse la caserne Corbineau vide.

## Guerre franco-allemande de 1870
En janvier 1871, durant la Guerre franco-allemande qui marqua la fin du Second Empire, les troupes prussiennes s'arrêtèrent à l'entrée est de la ville et n'y pénétrèrent jamais alors que l'Armée de la Loire s'était repliée de l'autre côté de la Mayenne, la ville est ainsi épargnée par les combats. Ces évènements coïncident avec l'apparition mariale de Pontmain. Plus probablement, les soldats prussiens cessèrent d'avancer car ils étaient usés par les intempéries hivernales, les combats qu'ils avaient livré les jours précédents et une campagne qui durait depuis 7 mois presque sans interruption.

## Caserne Schneider
La caserne Corbineau est trop petite pour recevoir un régiment entier : une seconde caserne est installée en 1873, après la Guerre franco-allemande de 1870. Elle se trouve au bord de la Rue d'Ernée, près de l'emplacement du champ de manœuvre établi en 1863. La seconde caserne prend le nom de Virgile Schneider. La ville de Laval participe à son aménagement.
En 1877, le 101e régiment d'infanterie s'installe à Laval qui possède alors son propre régiment. La caserne Corbineau devient une annexe de la Caserne Schneider.
Plusieurs régiments différents vont occuper la caserne :
- le 124e régiment d'infanterie ;
- le 130e régiment d'infanterie

Ces deux régiments participent à la Première Guerre mondiale. Ils sont constitués de soldats de l'Ouest de la France qui participent à toutes les batailles de la Première guerre mondiale. Leur retour à Laval en 1919 est un grand événement.
Les soldats allemands s'installent dans les casernes à Laval lors de la Deuxième Guerre mondiale. Ils y installent des prisonniers de guerre avant de les envoyer dans les camps
Après la Seconde Guerre mondiale, plusieurs régiments différents vont occuper la caserne, le quartier est rebaptisé quartier Ferrié :
- le 38e Régiment d'Instruction des Transmissions devenu 38e RT dissous au moment de la professionnalisation des armées;
- le 42e RT dissous en 2011

cette dissolution marque la fermeture de la garnison de Laval.

## Base russe pendant la Première Guerre mondiale
En 1918, Laval accueille une base russe. Le commandement est attribué successivement aux généraux Lokhvitski, Brulard (juin 1918 à août 1919), Dessort et au colonel Barjonet. Le commandement français propose au commandant de la place de Laval de mettre à sa disposition des Russes pour faire des travaux faciles. La base est dissoute en 1920. Les problèmes de communication sont réels, et l'arrivée de Paul Le Flem répond alors à cette nécessité.
Le commissariat spécial s'inquiète le 13 mars 1918 sur les agissements d’un groupe de soldats russes à tendance défaitiste ayant élu un comité pour agir près des autorités russes de Laval. […] Le Groupe russe de Laval serait déjà depuis un certain temps le point de mire du nouveau Gouvernement Bolchevik, ce dernier me paraît ne vouloir négliger aucune occasion pour s’infiltrer dans les milieux russes de Laval cherchant à y recruter des adeptes. Des journaux, des brochures à tendances défaitistes, des tracts, sont mis dans les mains des militaires russes, l’on ne sait comment ?. 16 militaires russes imbus d’idées plus que libertaires […] dans les environs d’Evreux pour y être individuellement employés à des travaux champêtres.

## Liste des gouverneurs
Voir : comté de Laval.

## Sources
: document utilisé comme source pour la rédaction de cet article.
- Jacques Salbert, Histoire de Laval, Siloë, 1994
- Dominique Eraud, Laval : images du patrimoine, Service régional de l’inventaire de Nantes, 1990
- Jean Steunou, 1790-1795, Laval : mémoires de la ville et de sa municipalité, Siloë, 1990
- Guillaume Le Doyen, Morin de La Beauluère, Annales et chroniques du pays de Laval (1480-1537), Godbert, 1858
- Essais historiques sur la ville et le pays de Laval en la Province du Maine : Par un ancien Magistrat de Laval, J. Feillé-Grandpré, 1843
- « Histoire militaire de Laval », dans Alphonse-Victor Angot et Ferdinand Gaugain, Dictionnaire historique, topographique et biographique de la Mayenne, Laval, A. Goupil, 1900-1910 [détail des éditions] (BNF 34106789, présentation en ligne)
- Étienne-Louis Couanier de Launay, Histoire de Laval (818-1855), Imp. Godbert, 1856, 608 p. [détail des éditions] (lire en ligne)
- Études sur les communautés et chapitres de Laval. D'après le manuscrit de Louis-Julien Morin de la Beauluère. Publiées et annotées par Louis de La Beauluère. Avec des additions de J.-M. Richard. Laval, Imprimerie L. Moreau, Libr. A. Goupil, 1891.
- Jean Favier, Louis XI, Paris, Fayard, 2001, 1019 p. (ISBN 2-213-61003-7, présentation en ligne).
- Marie-Claire Mussat,  Le compositeur Paul Le Flem et les Russes : de Moscou en Mayenne et dans la Sarthe